# Second Round's on Me
Albums de Obie Trice
Cheers
(2003) Special Reserve
(2009)
Singles
1. Snitch
Sortie : 23 mai 2006
2. Cry Now
Sortie : 23 mai 2006
3. Jamaican Girl
Sortie : 15 août 2006

Second Round's on Me est le deuxième album studio d'Obie Trice, sorti en 2006. Il s'agit du dernier album du rappeur sorti sur le label Shady Records.
Le premier single de l'album est Snitch, en compagnie d'Akon. Eminem produit la majorité des titres de l'album, le reste de la production est assuré par Jonathan « JR » Rotem, Akon, Swinga, Emile Haynie, DJ Scar Head, Witt & Pep et Trell.
L'album a débuté à la 8e position au Billboard 200 avec 74 000 de copies vendues durant la première semaine.

## Liste des titres
| No  | Titre                                                    | Producteurs                     | Durée |
| --- | -------------------------------------------------------- | ------------------------------- | ----- |
| 1.  | Intro                                                    |                                 | 0:37  |
| 2.  | Wake Up                                                  | Eminem, Luis Resto (add.)       | 2:51  |
| 3.  | Violent                                                  | Eminem, Luis Resto (add.)       | 4:04  |
| 4.  | Wanna Know                                               | Emile                           | 4:03  |
| 5.  | Lay Down                                                 | Eminem, Luis Resto (add.)       | 2:54  |
| 6.  | Snitch (featuring Akon)                                  | Akon                            | 4:01  |
| 7.  | Cry Now                                                  | Witt & Pep                      | 4:00  |
| 8.  | Ballad of Obie Trice                                     | Eminem                          | 2:54  |
| 9.  | Jamaican Girl (featuring Brick & Lace)                   | Eminem                          | 3:38  |
| 10. | Kill Me a Mutha                                          | Eminem, Luis Resto (add.)       | 3:21  |
| 11. | Out of State                                             | Swinga, Eminem (add.)           | 2:30  |
| 12. | All of My Life (featuring Nate Dogg)                     | Trell, Eminem (add.)            | 4:15  |
| 13. | Ghetto (featuring Trey Songz)                            | J.R. Rotem                      | 4:20  |
| 14. | There They Go (featuring Big Herk, Eminem & Trick-Trick) | Eminem, Luis Resto (add.)       | 3:49  |
| 15. | Mama (featuring Trey Songz)                              | J.R. Rotem                      | 4:09  |
| 16. | 24's                                                     | J.R. Rotem                      | 3:18  |
| 17. | Everywhere I Go (featuring 50 Cent)                      | Eminem, Luis Resto (add.)       | 3:41  |
| 18. | Obie Story                                               | J.R. Rotem, Riggs Morales (co.) | 3:55  |

| 19. | Terrible                      | Mr. Lee    | 3:55 |
| 20. | Luv (featuring Jaguar Wright) | 9th Wonder | 3:54 |

## Samples
- Cry Now contient un sample de Blind Man de Bobby Blue Bland[12],[13]
- Wanna Know contient un sample de It Couldn't Be Me de Power Of Zeus
- Luv contient un sample de Fallin' in Love de The New Birth
- Out of State contient un sample de Checking Out (Double Clutch) de Marvin Gaye
- Ghetto contient un sample de Friday's Child de Lee Hazlewood
- Mama contient un sample de Touch Me Baby de Freddie Hubbard
- Kill Me a Mutha contient des extraits du film Scarface

## Classements
| Année | Album                | Positions     | Positions              | Positions           |
| Année | Album                | Billboard 200 | Top R&B/Hip-Hop Albums | Top Canadian Albums |
| ----- | -------------------- | ------------- | ---------------------- | ------------------- |
| 2006  | Second Round's on Me | 8             | 5                      | 4                   |